# Lecanora detrusa
Lecanora detrusa är en lavart som först beskrevs av Theodor 'Thore' Magnus Fries, och fick sitt nu gällande namn av Edvard(Edward) August Vainio. Lecanora detrusa ingår i släktet Lecanora, och familjen Lecanoraceae. Arten är reproducerande i Sverige.